# Mikkelmuseet

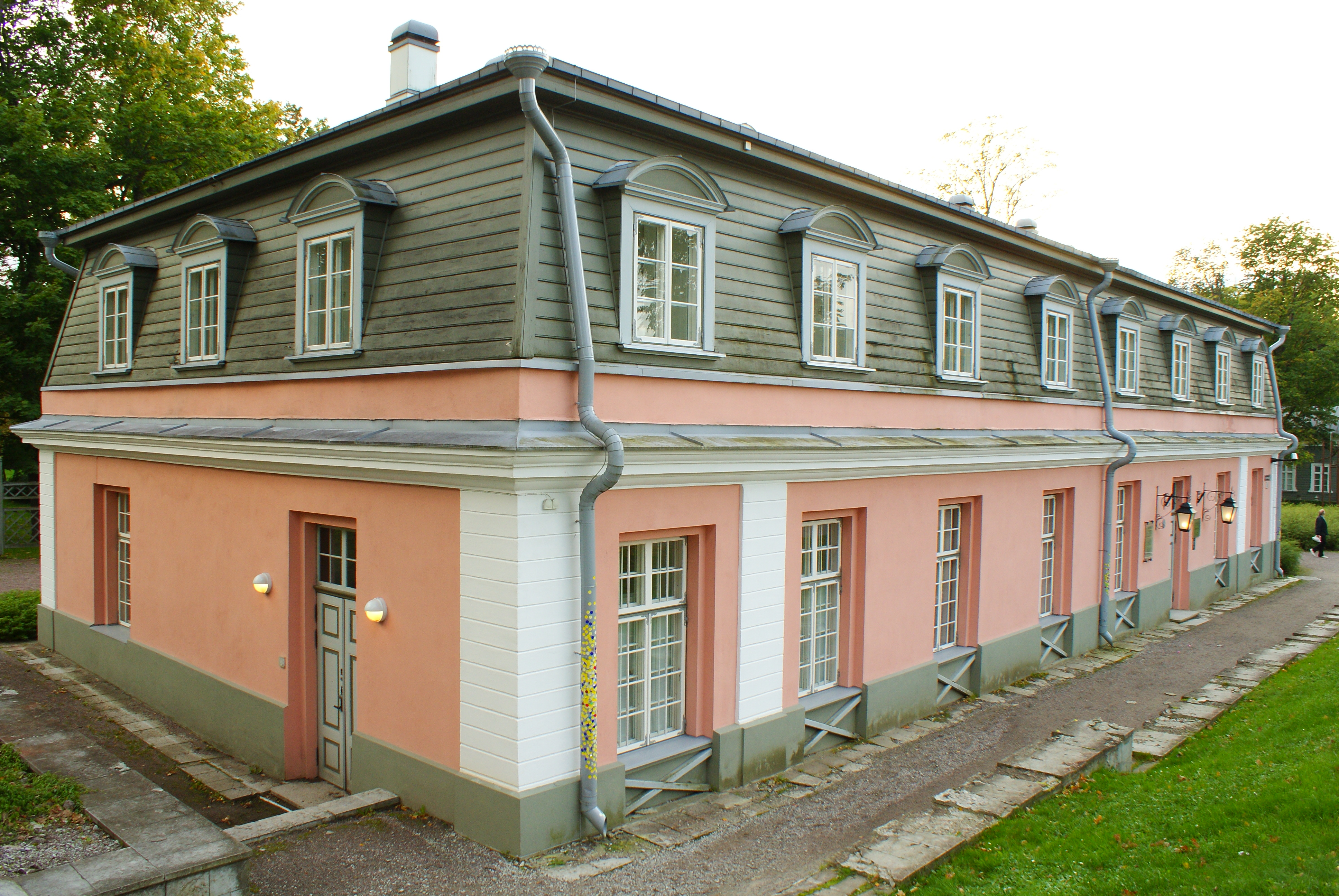
Mikkelmuseet ligger i stadsdelen Kadriorg och inryms i den tidigare köksbyggnaden för Kadriorgs slott.

Mikkelmuseet, estniska: Mikkeli muuseum, är ett statligt konstmuseum i Tallinn i Estland. Museet är beläget i den tidigare köksbyggnaden i slottsparken vid Kadriorgs slott. 
Mikkelmuseet inrymmer en konstsamling från 1500-talet till 1800-talet av västerländsk konst och keramik samt av kinesiskt porslin. Samlingen donerades till det statliga Estlands konstmuseum av antikhandlaren och samlaren Johannes Mikkel 1994. Museet drivs idag som del av Estlands konstmuseums organisation.